# Rödbröstad dunrall
Rödbröstad dunrall (Sarothrura rufa) är en fågel i familjen dunrallar inom ordningen tran- och rallfåglar.

## Kännetecken
Dunrallar är mycket små ralliknande fåglar omtalade för sitt tillbakadragna leverne. De avslöjas därför oftast lättast, eller enbart, med hjälp av sina läten. Hanen och honan har tydligt skilda dräkter.

### Utseende
Hanen är djupt kastanjeröd på huvudet, övre delen av ryggen och bröstet. Resten av fjäderdräkten är svart med tunna vita streck och små vita fläckar på stjärten. Honan är mörkbrun ovan med beigefärgade band eller fläckar, medan undersidan är brun med beigefärgade band och fjäll. Både strupen och buken är vitaktig. Kroppslängden är 17 cm.

### Läten
Lätet som hörs året runt är en lång accelererande serie med "e-wump...", även ett nasalt uppåtgående "wiiwiiwiiwii...".

## Utbredning och systematik
Rödbröstad dunrall delas in i tre underarter med följande utbredning:
- Sarothrura rufa bonapartii – från Sierra Leone till Gabon och Kongo-Brazzaville
- Sarothrura rufa elizabethae – från Centralafrikanska republiken till nordöstra Demokratiska republiken Kongo, Etiopien, Uganda och västra Kenya
- Sarothrura rufa rufa – från centrala Kenya till södra Demokratiska republiken Kongo, Angola och Sydafrika

### Familjetillhörighet
Tidigare placerades dunrallarna bland övriga rallar i familjen Rallidae, men DNA-studier visar att de är närmare släkt med simrallar och placeras därför i en egen familj. Vissa, som Birdlife International, behåller dock dunrallarna i rallarna.

## Levnadssätt
Rödbröstad dunrall hittas i våtmarker. Den är en skygg och tillbakadragen fågel som är mycket svår att få syn på.

## Status och hot
Arten har ett stort utbredningsområde, men tros minska i antal, dock inte tillräckligt kraftigt för att den ska betraktas som hotad. Internationella naturvårdsunionen IUCN kategoriserar därför arten som livskraftig (LC).